# Rhodospatha mukuntakia
Rhodospatha mukuntakia Croat – gatunek wieloletnich, wiecznie zielonych chamefitów z rodziny obrazkowatych, pochodzących z Boliwii, Kolumbii, Ekwadoru i Peru, zasiedlających wilgotne lasy równikowe.